# Victorian Railways
Le Victorian Railways erano una impresa ferroviaria pubblica dell'Australia operante nello stato di Victoria dal 1859 fino al 1983. Le prime ferrovie dello stato di Victoria erano società private ma successivamente, per fallimento o dissesto economico, vennero rilevate e accorpate nelle Victorian Railways. La maggior parte delle linee erano a scartamento largo(1.600 mm) ma cinque di esse erano a scartamento ridotto da 762 mm (gestite tra 1898 e 1962). Nel 1961 si aggiunse la nuova linea a scartamento normale (1.435 mm) tra Albury e Melbourne.

## Storia

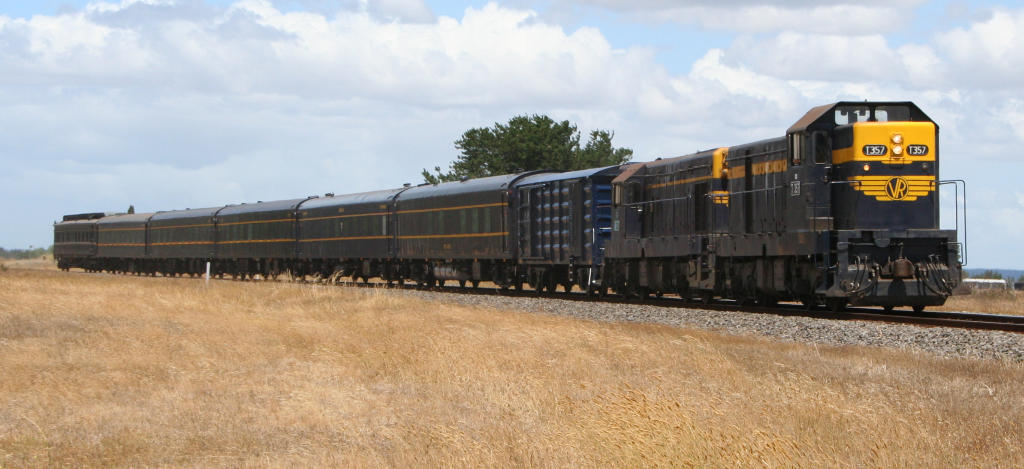
Treno delle Victorian Railways restaurato.

Un Dipartimento delle ferrovie (Department of Railways) dello stato di Victoria era stato creato nel 1856 con funzione di controllo e coordinamento. Nel 1883 con un apposito provvedimento di legge venne dato mandato al Commissariato delle Ferrovie dello stato di Victoria (Victorian Railways Commissioners) di gestire, mantenere in efficienza e costruire le ferrovie del territorio. Il Dipartimento esistente venne posto sotto la direzione del nuovo Commissariato delle Ferrovie (noto comunemente come Victorian Railways). Nel 1893 la sede direzionale venne stabilita al 67 di Spencer Street a Melbourne

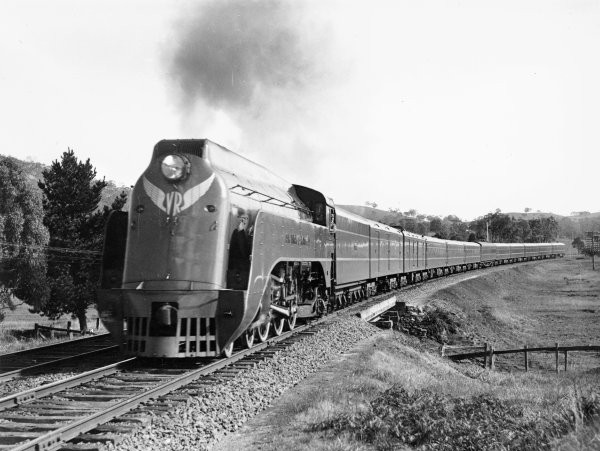
Treno Spirit of Progress con in testa la locomotiva S301 Sir Thomas Mitchell presso Kilmore nel 1938. (foto: John L. Buckland)

Le Victorian Railways si estesero gradatamente per tutto lo stato con linee che interessavano anche il Nuovo Galles del Sud in seguito al Border Railways Act del 1922. Nel tardo XIX secolo su pressione dei politici locali vennero costruite linee ferroviarie anche in posti in cui non se ne prevedeva la redditività. Nel 1864 vi erano appena 409 km di linee ferrate; ma nel 1891 erano cresciute fino a 4.670 km, raggiungendo i 7.652 km nel 1939. Dalla fine degli anni trenta iniziò il lento declino e con esso la chiusura delle tratte meno redditizie.
Tra 1919 e 1930 venne attuata l'elettrificazione dei servizi ferroviari suburbani di Melbourne. Nel 1936 le VR possedeva 590 locomotive, 38 automotrici, 819 carrozze, 719 bagagliai e 20.945 carri. Nel 1937 fu istituito il treno passeggeri di classe elevata denominato Spirit of Progress con carrozze interamente in acciaio e dotate di aria condizionata; alla trazione del treno si avvicendarono le migliori macchine a vapore del parco. La trazione Diesel venne introdotta nel 1951 con l'acquisto di dieci unità di manovra classe F a trasmissione diesel-elettrica presto seguite dalle locomotive di linea classe B60 anch'esse diesel-elettriche.
Nel 1961 venne ricostruita a scartamento normale la linea ferrata tra le due città di Melbourne e Sydney.  Altre conversioni di scartamento interessarono il resto della rete. Nel 1972 ebbe termine l'utilizzazione della trazione a vapore alla trazione dei treni dello Stato.
Nel maggio del 1973 una legge, il Railways (Amendment) Act 1972, trasferì la direzione delle ferrovie dal Victorian Railways Commissioners al Victorian Railways Board. Nel 1974 le Victorian Railways furono rinominate VicRail ma la livrea blu reale con filettature oro dei rotabili rimase fino al 1981
Nel 1983 VicRail venne divisa in due organismi; lo State Transport Authority a cui fu affidata la responsabilità del trasporto ferroviario territoriale dello stato e la Metropolitan Transit Authority per la gestione del trasporto suburbano di Melbourne.
La State Transport Authority venne contraddistinta con il brand V/Line, mentre la Metropolitan Transit Authority mantenne tale nome fino a quando venne creata la Public Transport Corporation (The Met) nel 1989.
Tra 1996 e 1999 V/Line e The Met furono privatizzate; V/Line Passenger fu gestita dal National Express Group fino al 2002, la divisione merci, V/Line Freight, fu prima ceduta alla società Freight Victoria e successivamente alla Pacific National.
Al presente (2013) la V/Line rail freight infrastructure è controllata dalla Australian Rail Track Corporation mentre il trasporto suburbano di Melbourne è operato dalla società Metro Trains Melbourne.